# Torta helada
La torta helada es un postre sin lugar de origen concreto, aunque atribuido a Perú, del que se tiene mención desde la década de 1960.

## Descripción

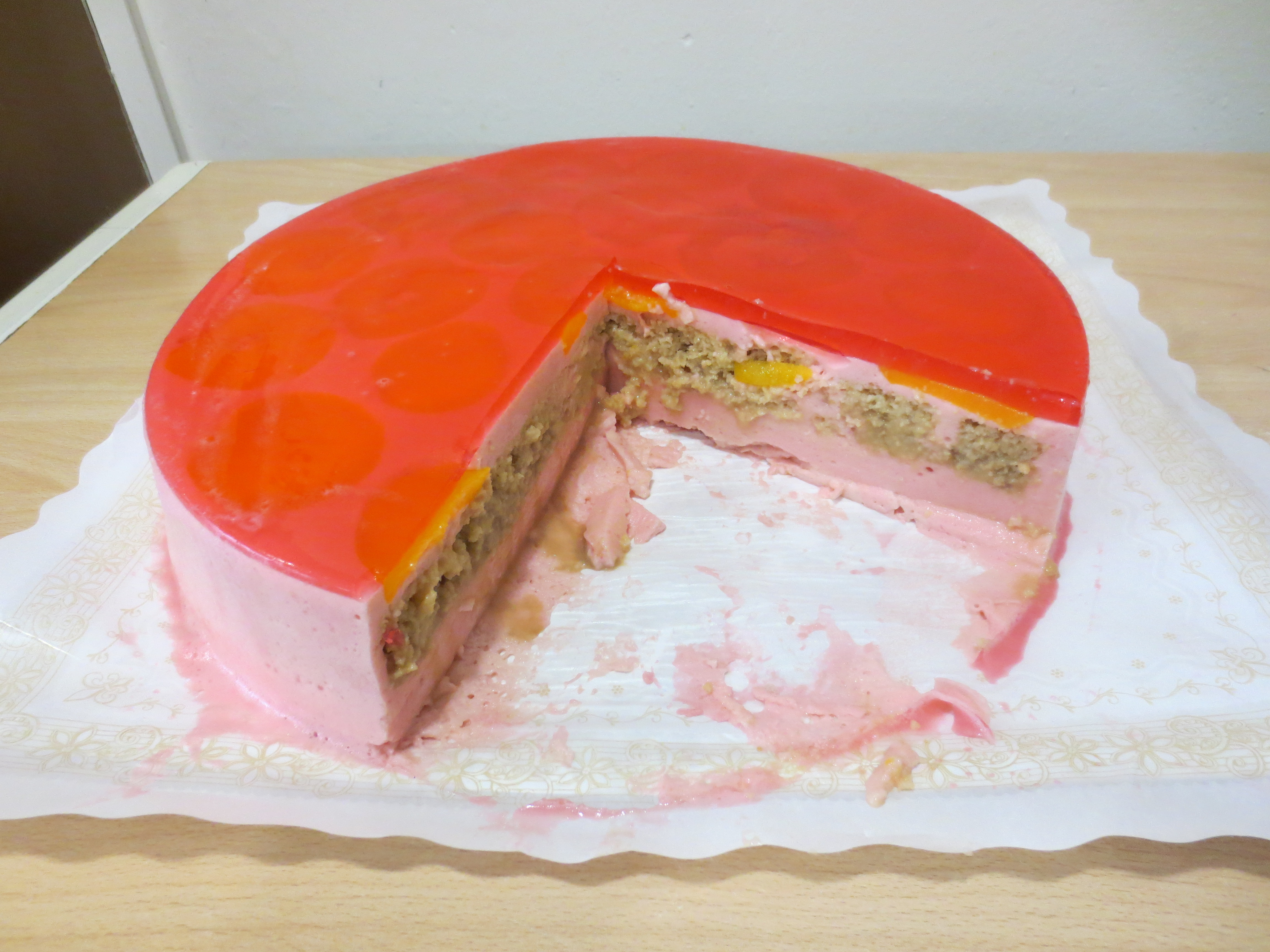
Torta helada de fresa con melocotón en almíbar.

En su forma tradicional, esta torta está formada por tres capas: la superior de una capa de gelatina de fresa, la mediana de carlota (preparación de gelatina de fresa batida con leche) y la inferior de un bizcochuelo.
Más tarde se le han agregado otros elementos como conservas, así tenemos: la capa superior le han agregado rodajas de piña, a la mediana se sustituye la gelatina de fresa por piña y se le agregan duraznos cortados en cubitos y a la capa de bizcochuelo se la baña en almíbar.
Como esta torta combina gelatina con bizcochuelo inicialmente la gente de la clase alta tildaban a este postre de torta de cholos, hoy en día es una de las más populares, principalmente para fiestas infantiles.